# الطائرة الكهربائية في الطيران المدني

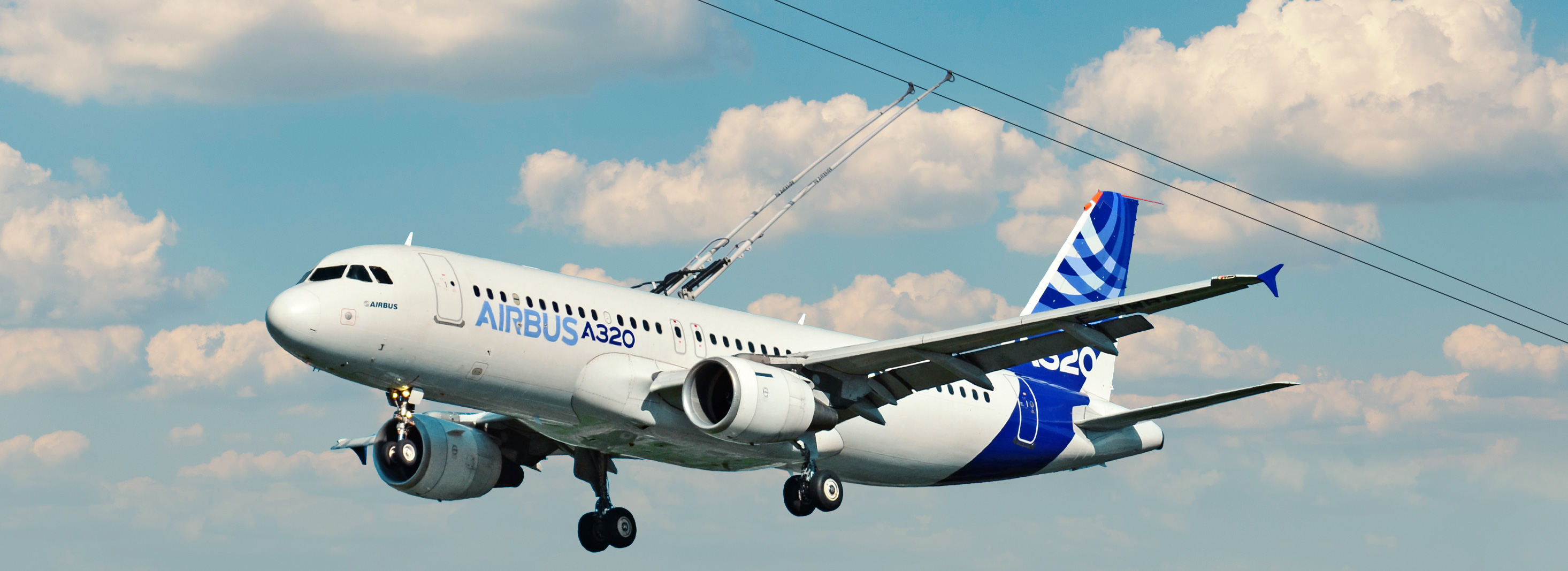
صورة لطائرة Electric Airbus A320

## الطائرة الكهربائية في الطيران المدني
الطائرة الكهربائية هي طائرة تستخدم المحركات الكهربائية بدلاً من محركات الاحتراق الداخلي التقليدية. تهدف هذه التقنية إلى تقليل الانبعاثات الكربونية وتحسين كفاءة استهلاك الطاقة في قطاع الطيران المدني.
بدأت شركات الطيران وشركات تصنيع الطائرات بالبحث والتطوير في مجال الطائرات الكهربائية منذ العقد الثاني من القرن الحادي والعشرين، مع ظهور نماذج تجريبية وطائرات صغيرة تعمل بالكهرباء بالكامل.
تتميز الطائرات الكهربائية بعدة مزايا، منها خفض تكلفة التشغيل بسبب انخفاض استهلاك الوقود، وتقليل الضوضاء الناتجة عن المحركات، وأيضًا تقليل التأثير البيئي، مما يجعلها خيارًا واعدًا لمستقبل الطيران المستدام.
إلا أن التحديات التقنية مثل وزن البطاريات المحدود ومدى الطيران القصير ما زالت تعوق الانتشار الواسع للطائرات الكهربائية في الرحلات التجارية الكبيرة.